# Brainwriting
Brainwriting (engleză Brainwriting) este un instrument de creativitate, derivat din brainstorming, care a fost dezvoltat în anul 1969 de consultantul german în marketing Bernd Rohrbach și a publicat în revista germană Absatzwirtschaft, sub denumirea de Metoda 635. Participanții își scriu ideile și le transmit la ceilalți participanți ca inspirație pentru idei noi. Variantele metodei sunt : Metoda 6-3-5, Metoda bilețelelor Crawford, Metoda cartonașelor, Metoda galeriei.
Brainwritingul se utilizează atunci când se dorește o gamă largă de idei creative, originale și când se urmărește implicarea întregului grup de participanți. Se folosește pentru tipuri de probleme cu complexitate mică până la medie. 

## Procedura de aplicare
1. Membrii echipei în număr de 6 stau pe scaune în jurul unei mese. Moderatorul analizează subiectul sau enunță problema care va fi examinată. De obicei este mai bine ca moderatorul să formuleze o întrebare de tipul de ce, cum sau ce.
2. Fiecare participant notează maximum 3 idei și asociații de idei pe o foaie de hârtie în 5 minute (cifra 5 din denumirea metodei 6-3-5), ceea ce reprezintă „runda” întâi, apoi o pune în centrul mesei și ia o altă foaie de hârtie dintre cele din centrul mesei.
3. Pe următoarea foaie care conține deja idei, pot fi notate în plus maximum 3 idei noi sau variații ale ideilor existente. Se repetă procedura.
4. Se repetă procedura pentru o perioadă de timp prestabilită (de obicei între 15 și 30 de minute), sau până când nici un participant nu mai generează idei noi. Foile sunt strânse pentru discuții și analiză. După 6 runde de aplicare se obțin 108 idei generate în 30 de minute: 6 participanți x 3 idei x 6 „runde”.

### Avantajele metodei
Se apreciază că avantajul brainstormingului în varianta 6-3-5 (descrisă mai înainte) constă în faptul că este o metodă de creativitate foarte simplă și deci este ușor și rapid de asimilat, iar moderatorul nu necesită o instruire specială.
Se obțin multe idei pentru analiza problemei, în timp relativ scurt.
Natura nonverbală a brainwritingului înseamnă că procesul este mai echilibrat, deoarece este evitată predominanța ideilor participanților „mai zgomotoși”, față de cei introspectivi.

### Dezavantajele metodei
Stresul cauzat de constrângerile de timp poate conduce la diminuarea calității ideilor generate de participanți.
Mecanismul rigid de desfășurare a metodei poate incomoda creativitatea participanților.